# برشم
برشم (به لاتین: Berchem) یک منطقهٔ مسکونی در بلژیک است که در آنتورپ واقع شده‌است.